# Stefan Köllner
Stefan Köllner (* 11. September 1984 in Potsdam) ist ein deutscher Moderner Fünfkämpfer.
Stefan Köllner ist Sportsoldat und Student der Sportwissenschaft. Er startet für den OSC Potsdam. Als Junior gewann er 2004 mit dem Team die Bronzemedaille bei den Weltmeisterschaften, 2005 war er Deutscher Juniorenmeister. Im Männerbereich ist er seit 2009 erfolgreich. Bei den Weltmeisterschaften des Jahres in London schied er noch im Einzel aus und wurde mit der Mannschaft 13. Weitaus besser lief es ein Jahr später. Bei den Europameisterschaften gewann er mit Delf Borrmann und Steffen Gebhardt im deutschen Team die Goldmedaille, im Einzel wurde er hinter David Svoboda (CZE) und Samuel Weale (GBR) Dritter. Im Staffelrennen kam er auf den achten Rang. Bei den Weltmeisterschaften in Chengdu folgten die Ränge acht im Einzel, 12 im Team und 13 in der Staffel. Zudem wurde Köllner 2010 Deutscher Meister. Nicht so erfolgreich wie im Jahr zuvor verliefen die Europameisterschaften 2011 in Medway. Er wurde Elfter des Einzels und Achter mit der Staffel Deutschlands. Erfolgreicher verliefen die Weltmeisterschaften 2012 in Rom, bei denen Köllner mit Borrmann und Alexander Nobis hinter der Staffel Südkoreas die Silbermedaille gewann. Eine weitere Medaille verpasste er knapp als Viertplatzierter des Einzels und Fünfter mit der Mannschaft. Durch den vierten Rang qualifizierte er sich für die Olympischen Sommerspiele 2012 in London, wo er den 26. Platz belegte.